# Artur Davtyan
Artur Davtyan (n. 8 august 1992, Erevan, Armenia) este un gimnast artistic ce a reprezentat Armenia, medaliat olimpic. A participat la 4 ediții ale Jocurilor Olimpice (2012, 2016, 2020, 2024) în care a câștigat o medalie de argint și o medalie de bronz.